# Jens Sparschuh

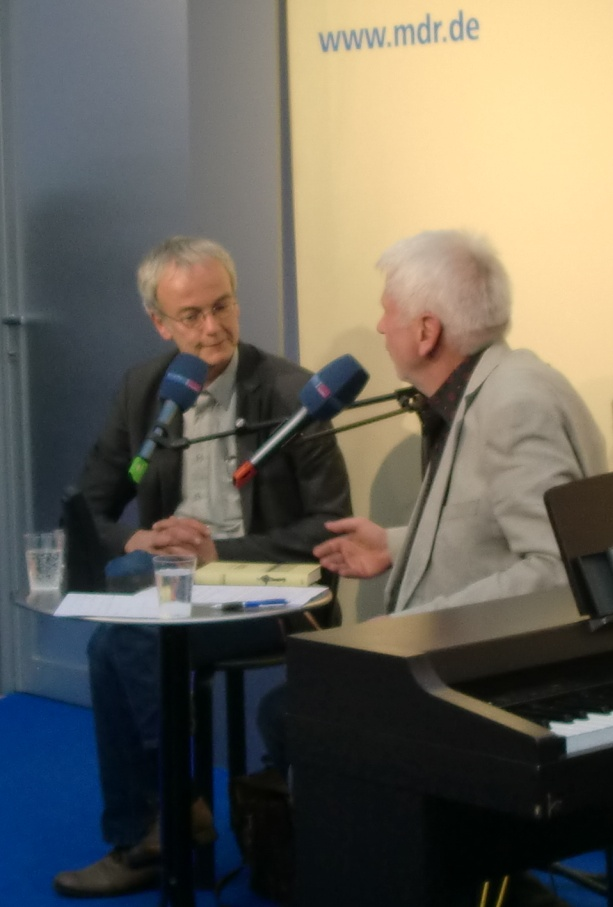
Jens Sparschuh links

Jens Sparschuh (Karl-Marx-Stadt, 14 mei 1955) is een Duitse schrijver.

## Leven
Sparschuh groeide op in Oost-Berlijn. Hij deed eindexamen in Halle en studeerde van 1973 tot 1978 filosofie en logica in Leningrad. Daarna was hij tot 1983 assistent-in-opleiding aan de Humboldt-Universiteit te Berlijn, waar hij in dat jaar tot doctor in de filosofie promoveerde. Sindsdien is hij in Berlijn werkzaam als schrijver. Hij was actief in de burgerrechtenbeweging in de late DDR en nam ook na de Wende deel aan de politiek. Ook hield hij meerdere gastcolleges in de Verenigde Staten.
Sparschuh is lid van de Duitse afdeling der PEN-club. Zowel voor als na de val van de DDR heeft hij meerdere prijzen gewonnen. Zijn bekendste werk is de Wenderoman Der Zimmerspringbrunnen.

## Werk
- Erkenntnistheoretisch-methodologische Untersuchungen zur heuristischen Ausdrucksfähigkeit aussagenlogischer Beweisbegriffe, dissertatie, Berlijn 1983
- Waldwärts, Berlijn 1985
- Der große Coup, Berlijn 1987
- Kopfsprung, Berlijn 1989
- Indwendig, Winsen/Luhe 1990
- Der Schneemensch, Keulen 1993
- Parzival Pechvogel, Zürich [e.a.] 1994
- Das Vertreterseminar, Keulen 1995
- Der Zimmerspringbrunnen, Keulen 1995
- Spuren in der Weltwüste, Lichtenfels 1996
- Ich dachte, sie finden uns nicht, Keulen 1997
- Die schöne Belinda und ihr Erfinder, Zürich 1997
- Lavaters Maske, Keulen 1999
- Die Elbe, Leipzig 2000 (tezamen met Jörn Vanhöfen en Walter Kempowski)
- Stinkstiefel, Zürich 2000
- Eins zu eins, Keulen 2003
- Silberblick, Keulen 2004
- Vom Tisch, Leipzig 2004
- Mit Lieschen Müller muss man rechnen, Zürich 2006
- Schwarze Dame. Roman. Keulen 2007

## Bron
Dit artikel is een gedeeltelijke vertaling van het corresponderende Duitstalige Wikipedia-artikel.
- Bibliothèque nationale de France: cb12994998v (data)
- Gemeinsame Normdatei: 115640290
- International Standard Name Identifier: 0000 0001 0869 2484
- Library of Congress Control Number: nr89010188
- Nationale Bibliotheek van Letland: 000227104
- Bibliotheek van het Japanse parlement: 00659789
- Nationale Bibliotheek van Tsjechië: jn19990008096
- Nationale Bibliotheek van Israël: 987007315349105171
- Nationale Bibliotheek van Polen: a0000002916076
- Nederlandse Thesaurus van Auteursnamen: 075271303
- Système universitaire de documentation: 069453381
- Virtual International Authority File: 9980072
- WorldCat: E39PBJbtvQxkKVtPrDMGffr6rq